# Ratatouille (film)
Ratatouille is een computeranimatiefilm, verschenen op 1 augustus 2007. De regie was in handen van Brad Bird en Jan Pinkava. De film is gemaakt door Pixar Animation Studios. Het was hun achtste film.

## Verhaal
Remy, een rat, heeft een gave voor smaken en droomt ervan om een grote Franse topkok te worden. Zijn familie ziet dit echter niet graag gebeuren en ziet eten als een manier om te overleven. Bovendien zijn mensen in de kookwereld ook niet echt verzot op ratten. Wanneer de rattenkolonie moet vluchten nadat ze ontdekt zijn door de eigenares van het huis waarin ze verbleven, raakt Remy gescheiden van zijn familie en belandt in het riool van Parijs. Zo komt hij terecht bij het restaurant van zijn idool, de kok Auguste Gusteau. Auguste blijkt echter te zijn overleden, maar in Remy's fantasie verschijnt zijn geest geregeld om hem bij te staan.
Op hetzelfde moment arriveert een jonge man genaamd Alfredo Linguini in het restaurant met een brief geschreven door zijn overleden moeder, een oude vriendin van Gusteau. Daarom ziet de nieuwe restauranteigenaar Skinner zich genoodzaakt Linguini in te huren. Linguini blijkt echter totaal geen talent te hebben voor koken. Remy ziet hoe Linguini wanhopig probeert soep te koken en hierin faalt, en grijpt in. Linguini betrapt Remy en vangt hem maar houdt hem verborgen voor Skinner. Voor iemand iets kan doen, wordt de soep geserveerd en blijkt ze een succes. Het keukenpersoneel denkt dat Linguini de soep gemaakt heeft en Colette (de enige vrouwelijke kok van het restaurant) overtuigt Skinner om hem te laten blijven. Skinner gaat akkoord, maar Colette moet hem zelf trainen. Remy probeert alsnog te ontsnappen en wordt gespot door Skinner. Hij beveelt Linguini om de rat mee te nemen en te doden, want een rat in hun restaurant zou een ramp zijn voor hun reputatie.
Linguini neemt Remy mee in een bokaal naar de Seine en wil hem er in gooien. Hij ontdekt echter dat Remy hem kan verstaan en verandert van gedachten. Hij neemt de rat mee naar zijn appartement en de twee oefenen met koken. Remy verstopt zich onder de koksmuts van Linguini en bedient hem als een soort marionette door aan zijn haar te trekken. Dit stelt hem in staat om, via Linguini, eindelijk de kok te worden die hij altijd al had willen zijn. Ondertussen krijgen ze training in het restaurant van Colette. Ze is aanvankelijk erg kattig, maar zij en Linguini groeien naar elkaar toe en ze wordt uiteindelijk zijn vriendin. Dit zorgt er echter wel voor dat Remy zich meer en meer buitengesloten voelt.
Linguini wordt door Remy's hulp al snel de sterkok van het restaurant, dat door zijn kookkunsten meer klanten trekt dan ooit. Skinner lijkt hier echter niet tevreden mee te zijn, vooral omdat hij Linguini als een idioot ziet. Hij vermoedt dat Linguini geholpen wordt door een rat, maar kan niets bewijzen. Inmiddels ontdekt Remy dat zijn familie ook in Parijs is aangekomen, en geeft zijn broer wat te eten dat hij uit de voorraad steelt. Dit leidt ertoe dat meer en meer ratten bij Remy om eten beginnen te bedelen.
Dan ontdekt Skinner dat Linguini in werkelijkheid de zoon is van Gusteau en dus erfgenaam van het restaurant. Dit verstoort Skinners plannen om Gusteaus naam en portret te gebruiken voor promotiedoeleinden voor onder andere ingevroren voedsel. Hij wil dit uiteraard strikt geheimhouden. Dankzij Remy, die de papieren op Skinners bureau vindt, komt Linguini hier echter toch achter. Hij ontslaat Skinner en neemt het restaurant over. Zijn nieuwe positie maakt echter dat zijn relatie met Remy onder druk komt te staan, vooral omdat Linguini niet kan bekennen dat het een rat is die kookt en dus zelf met alle eer voor de maaltijden moet gaan strijken. Ondertussen wil Remy's familie graag dat hij bij hen terugkomt. Linguini en Remy krijgen knallende ruzie, waarop Remy zijn reserves laat varen en zijn familie de restaurantvoorraad laat plunderen. Linguini betrapt hem en smijt hem het restaurant uit.
De volgende dag krijgt Linguini de restaurantcriticus Anton Ego over de vloer. Deze staat bekend om zijn uiterst kritische beoordelingen van restaurants. Skinner probeert Linguini te ruïneren door Remy, waarvan hij inmiddels al weet dat hij de ware kok is, te vangen. Remy kan ontsnappen dankzij zijn broer en zijn vader. Wanneer hij terugkeert naar het restaurant, komt eindelijk de waarheid aan het licht. De andere koks vertrekken verontwaardigd. Colette keert uiteindelijk terug onder het motto van Gusteau 'Iedereen kan koken'. Om Linguini toch te helpen nodigt Remy al zijn familieleden uit om te helpen het restaurant te runnen. Skinner en een voedselinspecteur (opgetrommeld door Skinner) proberen roet in het eten te gooien maar worden door de ratten gevangen genomen.
Remy kookt voor Ego een overheerlijke Ratatouille, die hem doet denken aan de kookkunsten van zijn moeder toen hij klein was. Ego vraagt om de chef te ontmoeten en nadat de andere gasten zijn vertrokken, vertellen Colette en Linguini hem over Remy. Ego bedankt hen voor de maaltijd en vertrekt. De volgende dag publiceert hij een schitterende recensie, noemt Remy de beste chef in Frankrijk en zegt dat hij nu pas Gusteaus motto begrijpt.
Skinner en de voedselinspecteur moeten echter worden vrijgelaten en zij houden zich niet stil. Gusteau's wordt onmiddellijk gesloten en Ego verliest zijn job en geloofwaardigheid omdat hij een van ratten vergeven restaurant heeft geprezen. Hij investeert echter in een nieuw restaurant 'La Ratatouille' dat gerund wordt door Remy, Linguini en Colette, met een keuken gemaakt op Remy's formaat. Het restaurant is een groot succes en Ego is er zelf vaste klant. Op de zolder van het restaurant is een nieuwe thuis gemaakt voor de rattenkolonie.

## Rolverdeling
| Personage                        | Originele Amerikaanse stemmen | Nederlandse stemmen      | Vlaamse stemmen  |
| -------------------------------- | ----------------------------- | ------------------------ | ---------------- |
| Remy                             | Patton Oswalt                 | Ewout Genemans           | Michaël Pas      |
| Alfredo Linguini                 | Lou Romano                    | Michiel Huisman          | Stan Van Samang  |
| Topkok Auguste Gusteau           | Brad Garrett                  | Tom Jansen               | Vic De Wachter   |
| Django (Remy's en Emile's vader) | Brian Dennehy                 | Rob van de Meeberg       | Ben Van Ostade   |
| Emile                            | Peter Sohn                    | Jeroen van Koningsbrugge | Gert Winckelmans |
| Chef Skinner                     | Ian Holm                      | Gijs de Lange            | Jakob Beks       |
| Collette                         | Janeane Garofalo              | Terence Schreurs         | Dina Tersago     |
| Souschef Horst                   | Will Arnett                   | Marcel Jonker            | Jan Van Looveren |
| Hoofdkelner Mustafa              | John Ratzenberger             | Fred Meijer              | Govert Deploige  |
| Patissier Pompidou               | Tony Fucile                   | Laus Steenbeeke          | Hans Herbots     |
| Gezondheidsinspecteur            | Tony Fucile                   | Herman den Blijker       |                  |
| Ambrister Minion                 | Brad Bird                     | Olaf Wijnants            | Hans Herbots     |
| Restaurantcriticus Anton Ego     | Peter O'Toole                 | Wim van Rooij            | Arnold Willems   |
| Larousse                         | James Remar                   | Stan Limburg             | Maarten Bosmans  |
| François                         | Julius Callahan               | Ewout Eggink             | Jan Van Looveren |
| Talon Labarthe                   | Teddy Newton                  | Laus Steenbeeke          | Jan Van Looveren |
| Lalo                             | Julius Callahan               | Rogier Komproe           | Wouter Hendrickx |
| Git (Lab Rat)                    | Jake Steinfeld                | Stan Limburg             |                  |
| Verteller                        | Stéphane Roux                 | Sander de Heer           | Hubert Damen     |

De overige stemmen van de originele versie zijn ingesproken door: Jack Bird, Andrea Boerries, Marco Boerries, Lindsey Collins, Michael Giacchino, Thomas Keller, Bradford Lewis en Lori Richardson.

De Nederlandse nasynchronisatie is geregisseerd door Hilde de Mildt en vertaald door Hanneke van Bogget. De overige Nederlandse stemmen zijn ingesproken door: Herman den Blijker, Huub Dikstaal, Bertine van Geelkerken-van Voorst, Marloes van den Heuvel, Remco Langendoen, Hilde de Mildt, Beatrijs Sluijter, Freek Wennekes en Barry Worsteling. De overige Vlaamse stemmen zijn ingeproken door: Jan Hessens, An Lovink, Jeroen Meus, Katrien Vandendries en Eva Vermeire.

## Achtergrond

### Productie
Het idee voor de film kwam van Jan Pinkava. Hij bedacht de personages en de grote lijnen van het verhaal. Pixar had echter weinig vertrouwen in Pinkava's ontwikkeling van het script, dus werd Brad Bird op het script gezet. Bird bracht een paar grote wijzigingen aan. Zo maakte hij de ratten minder antropomorf. Tevens stopte hij veel slapstickhumor in de film, met name met het personage Linguini.
Brad Bird en zijn team brachten een week door in Parijs om tekeningen te maken en inspiratie op te doen voor de film.
De animatie bracht weer een paar nieuwe uitdagingen met zich mee. Zo kwamen er waterscènes in voor die volgens de tekenaars lastiger waren dan die in Finding Nemo. Voor de scène waarin Linguini in de rivier springt om Remy te vangen sprong een Pixar-medewerker, gekleed in koksuniform, in een zwembad zodat tekenaars konden zien hoe zijn pak hierop zou reageren. Het lastigste was het digitaal tekenen van voedsel. Dit moest er voor de film realistisch en smakelijk uitzien. Daarvoor wonnen de tekenaars advies in van zowel Amerikaanse als Franse koks, en woonden ze een kookcursus bij.
De film kreeg een vervolg in de vorm van het korte filmpje Your Friend the Rat, die op de dvd is terug te vinden.

### Filmmuziek
Brad Bird werkte samen met Michael Giacchino aan de muziek voor Ratatouille. De twee werkten eerder al aan de filmmuziek voor The Incredibles.
Giacchino schreef twee nummers speciaal voor het personage Remy; een over zijn leven als rat en een over zijn dromen om een kok te worden. Tevens schreef hij de titelsong voor de film; "Le Festin". Dit lied is ingezongen door Camille, en is in alle versies van de film in het Frans te horen.

#### Nummers
1. "Le Festin"
2. "Welcome to Gusteau's"
3. "This is Me"
4. "Granny Get Your Gun"
5. "100 Rat Dash"
6. "Wall Rat"
7. "Cast of Cooks"
8. "A Real Gourmet Kitchen"
9. "Souped Up"
10. "Is It Soup Yet?"
11. "A New Deal"
12. "Remy Drives a Linguini"
13. "Colette Shows Him le Ropes"
14. "Special Order"
15. "Kiss & Vinegar"
16. "Losing Control"
17. "Heist to See You"
18. "The Paper Chase"
19. "Remy's Revenge"
20. "Abandoning Ship"
21. "Dinner Rush"
22. "Anyone Can Cook"
23. "End Creditouilles"
24. "Ratatouille Main Theme"

### Uitgave en ontvangst
Ratatouille ging in première op 22 juni 2007 in het Kodak Theatre in Los Angeles. De commerciële uitgave volgde een week later. In de bioscopen werd de film vertoond samen met het korte filmpje Lifted.
De film bracht in het openingsweekend 47 miljoen dollar op. In de Verenigde Staten was dit de laagste opening voor een Pixarfilm sinds Een luizenleven. In Frankrijk, waar het verhaal van de film zich afspeelt, brak de film echter alle bezoekersrecords voor een animatiefilm. Toen de film weer uit de bioscopen verdween bedroeg de totale opbrengst wereldwijd $624.445.654, waarmee Ratatouille de op twee na beste Pixarfilm ooit werd.
Reacties van critici waren bijna uitsluitend positief. Op Rotten Tomatoes scoorde de film 96% aan goede beoordelingen.

## Prijzen en nominaties
| Prijs                                                | Categorie                                           | Winnaar/genomineerde                                                     | Resultaat   |
| ---------------------------------------------------- | --------------------------------------------------- | ------------------------------------------------------------------------ | ----------- |
| Academy Award                                        | Animated Feature Film                               | Brad Bird                                                                | Gewonnen    |
| Academy Award                                        | Original Score                                      | Michael Giacchino                                                        | Genomineerd |
| Academy Award                                        | Original Screenplay                                 | Screenplay by Brad Bird. Story by Jan Pinkava, Jim Capobianco, Brad Bird | Genomineerd |
| Academy Award                                        | Sound Editing                                       | Randy Thom and Michael Silvers                                           | Genomineerd |
| Academy Award                                        | Sound Mixing                                        | Randy Thom, Michael Semanick and Doc Kane                                | Genomineerd |
| Annie Awards                                         | Best Animated Feature                               | Pixar Animation Studios                                                  | Gewonnen    |
| Annie Awards                                         | Best Animated Video Game                            | THQ, Inc.                                                                | Gewonnen    |
| Annie Awards                                         | Individual Achievement in Animated Effects          | Gary Bruins                                                              | Genomineerd |
| Annie Awards                                         | Individual Achievement in Animated Effects          | Jon Reisch                                                               | Genomineerd |
| Annie Awards                                         | Character Animation in a Feature Production         | Michal Makarewicz                                                        | Gewonnen    |
| Annie Awards                                         | Character Design in an Animated Feature Production  | Carter Goodrich                                                          | Gewonnen    |
| Annie Awards                                         | Directing in an Animated Feature Production         | Brad Bird                                                                | Gewonnen    |
| Annie Awards                                         | Music in an Animated Feature Production             | Michael Giacchino                                                        | Gewonnen    |
| Annie Awards                                         | Production Design in an Animated Feature Production | Harley Jessup                                                            | Gewonnen    |
| Annie Awards                                         | Production Design in an Animated Feature Production | Ted Mathot                                                               | Gewonnen    |
| Annie Awards                                         | Voice Acting in an Animated Feature Production      | Janeane Garofalo as Colette                                              | Genomineerd |
| Annie Awards                                         | Voice Acting in an Animated Feature Production      | Ian Holm as Skinner                                                      | Gewonnen    |
| Annie Awards                                         | Voice Acting in an Animated Feature Production      | Patton Oswalt as Remy                                                    | Genomineerd |
| Annie Awards                                         | Writing in an Animated Feature Production           | Brad Bird                                                                | Gewonnen    |
| Austin Film Critics                                  | Best Animated Feature                               | Pixar Animation Studios                                                  | Gewonnen    |
| BAFTA Awards                                         | Best Animated Film                                  | Brad Bird                                                                | Gewonnen    |
| Boston Film Critics                                  | Best Screenplay                                     | Brad Bird                                                                | Gewonnen    |
| Chicago Film Critics                                 | Best Animated Feature                               | Pixar Animation Studios                                                  | Gewonnen    |
| Chicago Film Critics                                 | Best Screenplay - Original                          | Brad Bird                                                                | Genomineerd |
| Critics' Choice Awards                               | Best Animated Feature                               | Pixar Animation Studios                                                  | Gewonnen    |
| Dallas-Fort Worth Film Critics Association Awards    | Best Animated Feature                               | Pixar Animation Studios                                                  | Gewonnen    |
| Golden Globe                                         | Best Animated Feature Film                          | Pixar Animation Studios                                                  | Gewonnen    |
| Grammy Awards                                        | Best Score Soundtrack Album                         | Michael Giacchino                                                        | Gewonnen    |
| Hollywood Film Festival                              | Movie of the Year                                   | Pixar Animation Studios                                                  | Genomineerd |
| Hollywood Film Festival                              | Special Honor for Animation                         | Pixar Animation Studios                                                  | Gewonnen    |
| Kids Choice Awards                                   | Favorite Animated Movie                             | Brad Bird                                                                | Gewonnen    |
| Las Vegas Film Critics                               | Best Animated Feature                               | Pixar Animation Studios                                                  | Gewonnen    |
| Las Vegas Film Critics                               | Best Family Film                                    | Pixar Animation Studios                                                  | Gewonnen    |
| Los Angeles Film Critics                             | Best Animated Feature                               | Pixar Animation Studios                                                  | Gewonnen    |
| National Board of Review                             | Best Animated Feature                               | Pixar Animation Studios                                                  | Gewonnen    |
| Oklahoma Film Critics                                | Best Animated Feature                               | Pixar Animation Studios                                                  | Gewonnen    |
| Online Film Critics                                  | Best Animated Feature                               | Pixar Animation Studios                                                  | Gewonnen    |
| People's Choice Awards                               | Favorite Family Movie                               | Pixar Animation Studios                                                  | Genomineerd |
| Phoenix Film Critics                                 | Best Animated Feature                               | Pixar Animation Studios                                                  | Gewonnen    |
| San Diego Film Critics                               | Best Animated Feature                               | Pixar Animation Studios                                                  | Gewonnen    |
| Satellite Awards                                     | Best Animated or Mixed Media Feature                | Pixar Animation Studios                                                  | Gewonnen    |
| Satellite Awards                                     | Best Youth DVD                                      | Pixar Animation Studios                                                  | Gewonnen    |
| Satellite Awards                                     | Best Original Score                                 | Michael Giacchino                                                        | Genomineerd |
| St. Louis Gateway Film Critics Association Awards    | Best Animated Feature or Children's Film            | Pixar Animation Studios                                                  | Gewonnen    |
| Toronto Film Critics Association Awards              | Best Animated Feature                               | Pixar Animation Studios                                                  | Gewonnen    |
| Visual Effects Society Awards                        | Best Supporting Visual Effects in a Motion Picture  | Pixar Animation Studios                                                  | Gewonnen    |
| Visual Effects Society Awards                        | Animated Character in an Animated Motion Picture    | Pixar Animation Studios (Colette)                                        | Gewonnen    |
| Visual Effects Society Awards                        | Effects in an Animated Motion Picture               | Pixar Animation Studios (Food)                                           | Gewonnen    |
| Washington D.C. Area Film Critics Association Awards | Best Animated Feature                               | Pixar Animation Studios                                                  | Gewonnen    |
| World Soundtrack Awards                              | Best Original Song Written for Film                 | Michael Giacchino for "Le Festin"                                        | Genomineerd |

## Musical
In 2021 kwam er een online musical uit van de film in samenwerking met tik-tokkers die met het idee waren gekomen. Deze musical was van 1 januari 2021 tot en met 4 januari beschikbaar om te kijken. De musical bracht $1,5 miljoen op voor The actors fund.
De cast bestond uit:
- Titus Burgess als Remy
- Andrew Barth Feldman als Linguini
- Ashley Park als Colette
- Mary Testa als Chef Skinner
- Wayne Brady als Django
- Adam Lambert als Emile
- Kevin Chamberlin als Auguste Gusteau
- André De Shields als Anton Ego
- Priscilla Lopez als Mabel
- Owen Anthony Tabake als jonge Anton Ego

## Wetenswaardigheden
- De Zweedse naam van de film is Råttatouille. Dit is een porte-manteau van Råtta (rat) en ratatouille.
- De naam Ratatouille (prof. Ratbout Rattatoei) is ook de naam van de slechterik in de Disneyfilm De Speurneuzen. Rattatoei is er echter in tegenstelling tot Remy beslist niet trots op een rat te zijn.
- In het Walt Disney Studios Park staat de attractie Ratatouille: L’Aventure Totalement Toquée de Rémy, gebaseerd op de film.
- In 2023 is de film opnieuw te zien in de bioscopen ter ere van het 100 jarig jubileum van Disney.